# اضطهاد الزرداشتيين

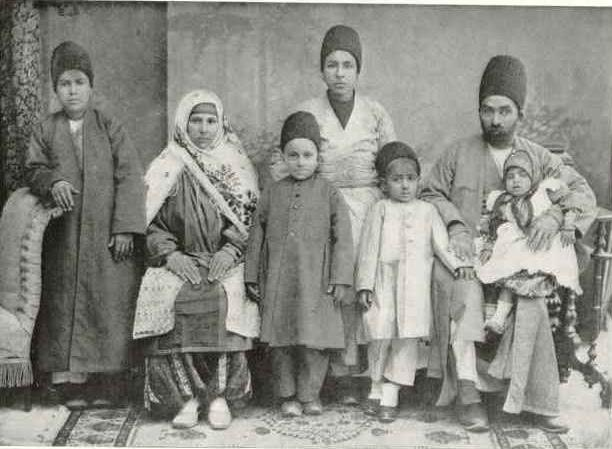
عائلة زرادشتية في حوالي عام 1910، ويعتبر العديد من الزرادشتيون فترة القاجاريون واحدة من أسوأ حقبات تاريخهم.

اضطهاد الزرادشتيين هو الاضطهاد الديني الذي يتعرض له أتباع الديانة الزرادشتية. وقع اضطهاد الزرادشتيين طوال تاريخ الدين. ومع الفتح الإسلامي لفارس بدأ التمييز والمضايقة في أشكال من العنف متقطع والتحولات القسرية، وقامت الأنظمة الإسلامية بتدمير معابد النار. وكان الزرادشتيون الذين يعيشون تحت الحكم الإسلامي مطالبين بدفع ضريبة تسمى الجزية.
تم تدنيس أماكن العبادة الزرادشتيّة وتدمير الأضرحة وبناء المساجد في مكانها. وتم حرق العديد من المكتبات وفُقد جزء كبير من تراثها الثقافي. تدريجياً تم إصدار عدد متزايد من القوانين التي تنظم السلوك الزرادشتي وتحد من قدرتها على المشاركة في المجتمع. ومع مرور الوقت، أصبح اضطهاد الزرادشتيين أكثر شيوعًا وانتشارًا، وانخفض عدد الزرادشتيين بشكل كبير. وأُجبر معظمهم على التحول إلى الإسلام بسبب الاعتداء المنهجي والتمييز الذي تعرضوا له من قبل السلطات الإسلامية. وعندما أُجبرت عائلة زرادشتية على اعتناق الإسلام، تم إرسال الأطفال إلى مدرسة إسلامية لتعلم اللغة العربية ودراسة تعاليم الإسلام، ونتيجة لذلك فقد بعض هؤلاء الأشخاص دياناتهم الزرادشتية. ومع ذلك، في ظل حكم الدولة السامانية، والتي تحولت إلى الإسلام من الديانة الزرادشتية، ازدهرت اللغة الفارسية. وفي بعض الأحيان، ساعد رجال الدين الزرادشتيين المسلمين في هجمات على الذين عُدَّوا من الزرادقة الزرادشتيين. خلال القرن الثامن والقرن العاشر بدأ الزرادشتيون في الهجرة إلى الهند، وقد وصفت الهجرة الأولية بعد الفتح بأنها اضطهاد ديني من قبل غزو المسلمين. وحسب الرواية، فإن الزرادشتيين عانوا من الاضطهاد، ومن أجل حماية أنفسهم وحماية دينهم، هربوا أولاً إلى شمال إيران، ثم إلى جزيرة هرمز وأخيراً إلى الهند، وفي الهند أسسوا جالية عرفت باسم البارسيون.
أصدر سلطان حسين الأول الصفوي مرسوماً فيه يجبر بالتحول القسري للزرادشتيين. خلال حكم القاجاريون ظل الزرادشتيون في حالة معاناة واستمر تراجع أعدادهم. حتى أثناء حكم محمد خان القاجاري، مؤسس الأسرة الحاكمة، قُتل العديد من الزرادشتيين وتم نقل بعضهم كأسرى إلى أذربيجان. ويعتبر العديد من الزرادشتيون فترة القاجاريون واحدة من أسوأ حقبات تاريخهم. والعديد من الزوار الأجانب إلى بلاد فارس في ذلك الوقت قد علقوا على وضعهم المثير للشفقة. وأشار مصدر إلى أن الزرادشتيين عاشوا في خوف دائم من الاضطهاد من قبل المتطرفين المسلمين وحياتهم كانت في خطر كلما اندلعت روح التعصب، مثل تلك التي حصلت في يزد. ووفقاً لإدوارد براون، كان جدار المنازل الزرادشتية أقل من منازل المسلمين وحظر عليهم وضع علامات على منازلهم بعلامات مميزة. وتم منع الزرادشتيين من إقامة منازل جديدة وإصلاح المنازل القديمة.

## اضطهاد الزرداشتيين من قبل المسلمين

### الفتح الإسلامي لبلاد فارس

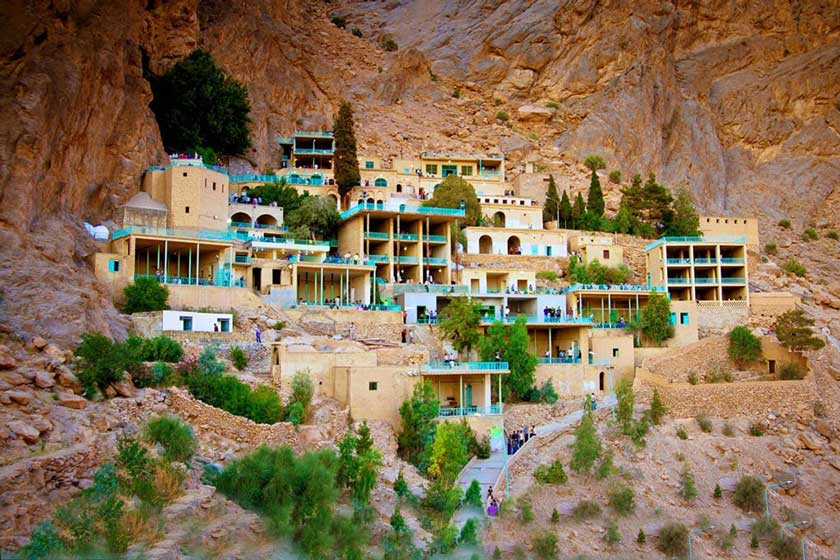
معبد زرداشتي في إيران: خلال الفتح الإسلامي لفارس تم تحول العديد من المعابد الزرداشتية إلى مساجد.

حتى الغزو العربي وما تلاه من الفتح الإسلامي، كانت بلاد فارس (إيران الحديثة) في منتصف القرن السابع دولة مستقلة سياسياً، تمتد حدودها من بلاد ما بين النهرين إلى نهر السند وهيمنت عليها أغلبية زرادشتية. وكانت الزرادشتية هي الديانة الرسمية لأربع إمبراطوريات فارسية قبل ظهور الإسلام، وكانت آخرها الإمبراطورية الساسانية التي أصدرت مرسومًا بتجديد هذا في عام 224 م. أدّى الغزو العربي فجأة إلى وضع حد للهيمنة الدينية للزرادشتية في بلاد فارس وإعلان الإسلام كدين رسمي للدولة. وذكر المؤرخ البلاذري أنَّ الزرادشتيين في اليمن قد فرض عليهم دفع الجزية من قبل نبي الإسلام محمد.
بعد الفتح الإسلامي لفارس، مُنح الزرادشتيون وضع أهل الذمة وتعرضوا للاضطهاد؛ حيث بدأ التمييز والمضايقة في أشكال عنف متفرقة. وتعرض الذين كانوا يدفعون ضريبة الجزية إلى الإهانات والإذلال من قبل محصلي الضرائب. وتم منح الزرادشتيين الذين تم أسرهم كعبيد في الحروب حريتهم إذا اعتنقوا الإسلام.
تم تحويل العديد من معابد النار إلى مساجد ببساطة عن طريق وضع المحراب (مكان صلاة) في مكان القوس الأقرب إلى القبلة (اتجاه مكة). ويُمكن العثور على المعابد الزرادشتية التي تحولت إلى مساجد بهذه الطريقة في مدينة بخارى، وكذلك في مدينة إصطخر وغيرها من المدن الفارسية وبالقرب منها. وفي المناطق الحضرية حيث أقام فيها الحكام العرب كان الزرداشتيين أكثر عرضة لمثل هذا الاضطهاد الديني، حيث تحولت معابد النار العظيمة إلى مساجد، واضطروا إلى الموافقة على ذلك أو الفرار. وتم حرق العديد من المكتبات وفُقد الكثير من التراث الثقافي.
تدريجياً كان هناك عدد متزايد من القوانين التي نظمت السلوك الزرادشتي، مما حدّ من قدرتهم على المشاركة في المجتمع، وجعل الحياة صعبة على الزرادشتيين وتحول الكثير منهم إلى الإسلام أملاً في تغيير أوضاعهم. ومع مرور الوقت، أصبح اضطهاد الزرادشتيين أكثر شيوعًا وانتشارًا، وانخفض عددهم بشكل كبير. تحول الكثير منهم، وبعضهم بشكل سطحي إلى الإسلام، هربًا من سوء المعاملة والتمييز المنهجي وقانون تملك الأراضي. وإعتنق آخرون الإسلام لأن عملهم في الأعمال الصناعيَّة والحرفيَّة، وفقًا للعقيدة الزرادشتية، سيجعلهم «أنجاس» لأن عملهم ينطوي على نزع النار. وفقًا لتوماس أرنولد، لم يواجه الدعاة الإسلاميين صعوبة في تفسير الإسلام للزرادشتيين، حيث كانت هناك العديد من أوجه التشابه بينهما. ووفقا لأرنولد، بالنسبة للفرس، كان قبيل مفهوم أهورامزدا وأهريمان من خلال مفهوم «الله» و«إبليس».
بمجرد اعتناق أسرة زرادشتية الإسلام، كان على الأطفال تعلم المعتقدات الإسلامية وتعلم اللغة العربية وتعاليم القرآن وفقد هؤلاء الأطفال هويتهم الزرادشتية. واستمرت هذه العوامل في زيادة معدلات التحول من الزرادشتية إلى الإسلام. وعلّق عالم فارسي «لماذا اضطر الكثيرون للتعرض إلى الموت أو المعاناة؟ لأن أحد الجانبين مصمم على فرض دينه على الآخر والذي لم يستطع فهمه».

### من 642 إلى القرن العاشر
في القرن السابع الميلادي، استسلمت بلاد فارس للغزاة المُسلمين. ومع وفاة يزدجرد الثالث، والذي قُتل غدرًا عام 651 بعد هزيمته في المعركة، انتهت السلالة الساسانية، وفقدت الديانة الزرادشتية الامتيازات، حيث كانت دين الدولة لبلاد فارس لأكثر من ألف عام، وأضحى الإسلام مكانها كدين وطني لبلاد فارس.
في القرون التالية، واجه الزرادشتيين الكثير من التمييز والاضطهاد الديني والمضايقات، فضلاً عن اعتبارهم على أنهم أنجاس ومفسدين للمسلمين، وبالتالي منعوا من العيش إلى جانب المسلمين، وتم إجبارهم على إخلاء المدن الخاصة بهم ووواجهوا عقوبات كبرى. وتعرض الزرادشتيون للإهانة العلنيَّة في جميع مجالات الحياة من خلال لوائح اللباس، ووصمهم بالنجاسة والإقصاء في مجالات المجتمع والتعليم والعمل.

#### الخلافة الراشدية (642- 661)

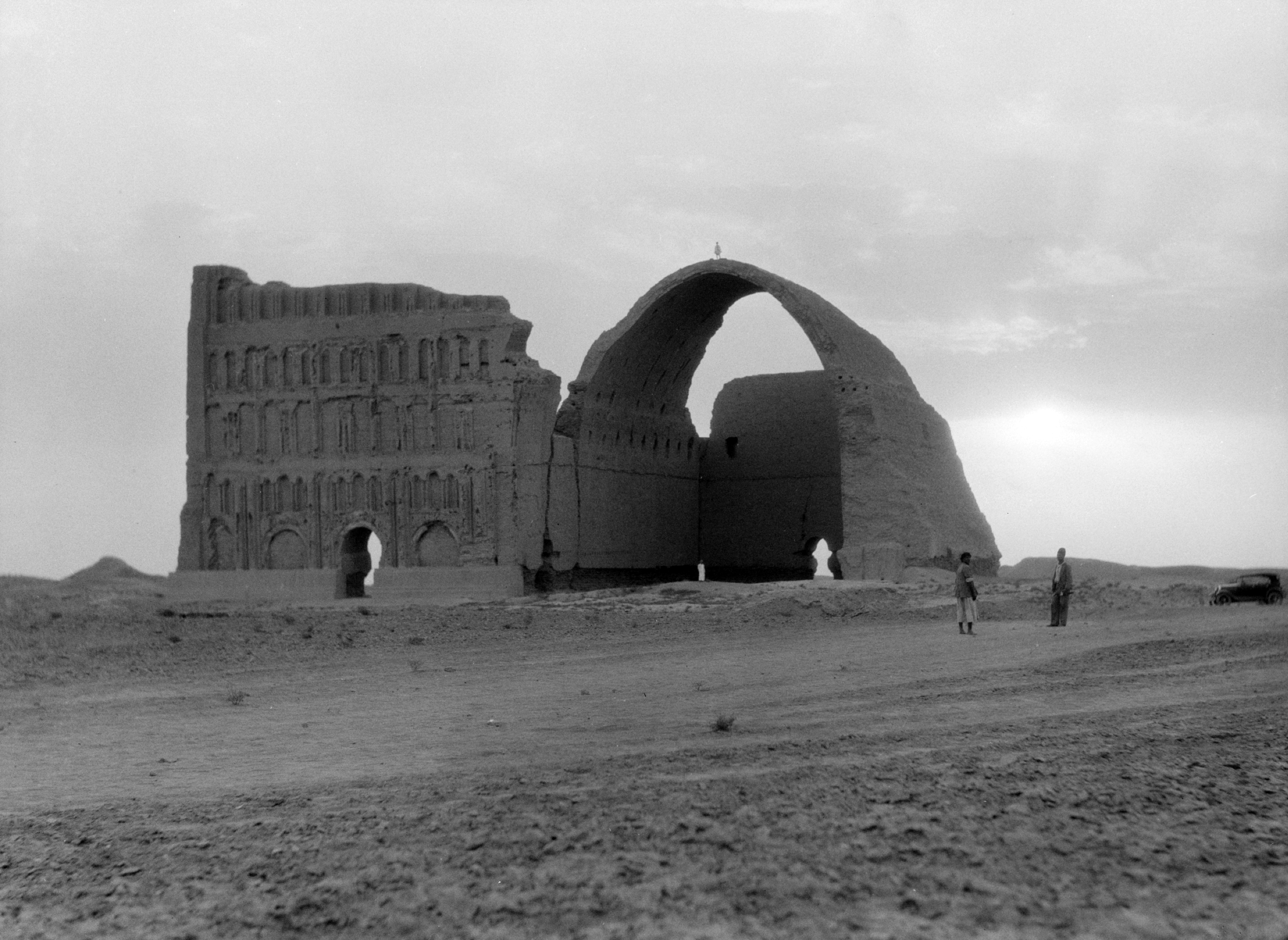
قطيسفون عاصمة عاصمة الساسانيين والفرثيين: تحت القيادة العسكرية لسعد بن أبي وقاص خلال خلافة عمر بن الخطاب تم حرق قصورها ومحفوظاتها.

في ظل حكم الخلفاء الأربعة الأوائل، بقيت بلاد فارس في الغالب على دين الزرادشتية. مُنح الزرادشتيون وضع «أهل الكتاب» أو وضع أهل الذمة من قبل الخليفة عمر بن الخطاب، على الرغم من حظره لبعض الممارسات المخالفة للإسلام.
عندما سقطت العاصمة الفارسية قطيسفون الواقعة في مقاطعة خفرفان (المعروفة اليوم بالعراق) على يد المُسلمين خلال الفتح الإسلامي لبلاد فارس في عام 637 تحت القيادة العسكرية لسعد بن أبي وقاص خلال خلافة عمر بن الخطاب تم حرق قصورها ومحفوظاتها. وفقًا لمحمد بن جرير الطبري في كتابه «تاريخ الطبري»، كتب القائد العربي سعد بن أبي وقاص إلى الخليفة عمر بن الخطّاب يسأل فيه عما ينبغي فعله بالكتب في رسالته. وكان رد عمر: «إذا كانت الكتب تتناقض مع القرآن، فهي تجديف. من ناحية أخرى، إذا كانت متفقة معها، فليس هناك حاجة لها، لأن القرآن كافٍ لنا». وتم تدمير مكتبة ضخمة وتم حرق عشرات الكتب، وهي نتاج لأجيال من العلماء والباحثين الفرس، وتم أسر ما يقرب من 40,000 من النبلاء الفارس وتم بيعهم لاحقاً كعبيد في الجزيرة العربية. وأطلق العرب على الفرس وصم «عجم» بمعنى أجنبي. وجاء صوت الاحتجاج الأول من أبو لؤلؤة المجوسي، وهو حرفي فارسي مستعبد، قام بإغتال الخليفة عمر. عندما قامت مدينة إصطخر في الجنوب، وهي مركز ديني زرادشتي، بمقاومة شديدة ضد الغزاة العرب، تم ذبح أو إعدام 40,000 من السكان.

#### الدولة الأموية (661–750)
ازداد اضطهاد الزرداشتيين في القرن الثامن، في عهد الخلفاء الأمويين، والذين احتل أسلافهم السابقون معظم أراضي الدولة الزرادشتية بحلول عام 652. وتم فرض ضريبة الجزية على الزرادشتيين، وأصبحت اللغة العربية اللغة الرسمية لبلاد فارس بدلاً من اللغة الفارسية المحليَّة. وفي عام 741، أصدر الخلفاء الأمويين مرسومًا رسميًا بإستبعاد غير المسلمين من المناصب الحكومية.
بدأ المسلمون الفرس في هذا الوقت بإتباع تقليد جديد، جعل من الإسلام يبدو كديانة إيرانية جزئية. وأشاروا إلى أنّ الصحابي سلمان الفارسي كان له تأثير كبير على محمد نبي الإسلام. وتم إنشاء أسطورة أخرى أن الحسين بن علي، ابن الخليفة علي بن أبي طالب، قد تزوج من أميرة ساسانية، تُدعى شهربانو، والتي أصبح ابنها الإمام الرابع في معتقدات الشيعة. وهكذا اعتقد المسلمون الفُرس أن الإسلام الشيعي مشتق من الملكيَّة الساسانية. وجعلت هذه المعتقدات من الأسهل على الزرادشتيين التحول إلى الإسلام. وتم تسجيل حالة من الاضطهاد الديني عندما قام حاكم عربي بتعيين مفوض للإشراف على تدمير الأضرحة الزرادشتية في جميع أنحاء بلاد فارس، بغض النظر عن التزامات المعاهدة.
تم تعيين يزيد بن المهلب على رأس الجيش الأموي لقيادة حملة مازندران. وفي الطريق إلى مازندران، أمر يزيد بن المهلب بإعدام الأسرى على جانبي الطريق حتى يمر الجيش العربي المنتصر. فشل الهجوم على مازندران، لكنه أسس سيطرته في منطقة جرجان. وبناءً على أوامر من يزيد بن المهلب، وتم قطع رأس العديد من الفرس في جرجان. وتم التعبير عن وحشيته عن طريق تشغيل طاحونة مائية بدم الناس لمدة ثلاثة أيام وأطعم جيشه الخبز المصنوع من الطحين الدموي. ولكن ظلت تاباريستان منطقة لا تقهر حتى هاجرت غالبية الزرادشتيين من هناك نحو الهند وتحول الباقون إلى الإسلام تدريجياً.

#### الدولة العباسية (752 – 804)
ازاد اضطهاد الزرادشتيين بشكل كبير تحت حكم العباسيين، ودُمرت المعابد والأضرحة المقدسة الزرداشتية. وإثناء الحكم العباسي، تم تقليص وضع الزرادشتيين في الأراضي الفارسية من «أهل الذمة» أو «أهل الكتاب» إلى وضعية «الكفار». ونتيجة لذلك، لم يُمنح الزرادشتيين نفس الحقوق والمكانة التي مُنحت إلى كل من اليهود والمسيحيون. ومنع الزرادشتيين من الشهادة في المحاكم، كما مُنع الزرادشت من التردد على الحمامات العامة على أساس أن أجسادهم ملوثة.
بالكاد كانت أي عائلة زرادشتية قادرة على تجنب اعتناق الإسلام عند توظيفها من قبل العباسيين. وبسبب قسوة العباسيين تجاه غير المؤمنين، وبسبب رعايتهم الفخمة للمسلمين الفرس، أثبت العباسيون أنهم أعداء قاتلون للزرادشتية. وفقًا لدولاتشاه، قام عبد الله بن طاهر، الحاكم الطاهري على خراسان،  بمنع نشر المنشورات باللغة الفارسية وبأمره، أُجبر جميع الزرادشتيين على إحضار كتبهم الدينية وتم حرقها في النار. ونتيجة لذلك، اختفت العديد من الأعمال الأدبية المكتوبة بالخط البهلوي. خلال العهد العباسي، أصبح الزرادشتيين، لأول مرة، أقلية في بلاد فارس. ومع ذلك، كانت هناك حالات تسامح أثناء الحقبة العباسية، وخاصةً في عهد المعتصم والذي قام بجلد إمام ومؤذن لتدميره معبد النار واستبداله بمسجد.

#### الدولة الصفارية (869 – 903)
خلال الحقبة الصفارية عاش الزرادشتيون تحت قيادة الكاهن الأكبر، وفي بلاد الرافدين، المركز السياسي للدولة الساسانية، كان يُنظر إلى المؤسسات الزرادشتية كملاحق للحكومة والأسرة الملكية، وعانت الكثير من الدمار والمصادرة. في السابق ارتبطت الزرداشتية ارتباطًا وثيقًا بهياكل سلطة الإمبراطورية الفارسية، ومع سقوط الدولة سرعان ما انخفض أعداد رجال الدين الزرادشتيين بعد حرمانهم من دعم الدولة.

#### الدولة السامانية (819 – 999)
كان السامانيون من النبلاء الزرادشتيين الدينيين الذين تحولوا طواعية إلى الإسلام السني. خلال فترة حكمهم، أي بعد 300 عام تقريبًا من الفتح الإسلامي، كانت معابد النار لا تزال موجودة في كل مقاطعة من بلاد فارس تقريبًا بما في ذلك خراسان وكرمان وسيجستان وغيرها من المناطق الخاضعة للسيطرة السامانية. وبحسب أبو الفتح الشهرستاني، كانت هناك معابد النار حتى في بغداد في ذلك الوقت. المؤرخ المسعودي، وهو من مواليد بغداد، كتب مقالة شاملة عن التاريخ والجغرافيا في حوالي عام 956، وسجل أنه بعد الفتح:
كما أضاف السند في شبه القارة الهندية إلى القائمة. هذا البيان العام للمسعودي مدعوم بالكامل من قبل الجغرافيين في العصور الوسطى الذين ذكروا أن معابد النار كانت في معظم البلدات الإيرانية.

## اضطهاد الزرداشتيين من قبل المسيحيين
وفقًا لماري بويس، فقد لوحظ أن الزرادشتيين الذين عاشوا تحت الحكم المسيحي في آسيا الصغرى قد عانوا من التمييز، ولا سيما خلال الصراع الطويل بين الإمبراطورية الرومانية وبلاد فارس. وقد لوحظ أن المسيحيين الذين عاشوا في الأراضي التي كان يسيطر عليها الساسانيون قد دمروا العديد من معابد النار وأماكن العبادة الزرادشتية. وقام الكهنة المسيحيون بإطفاء النار المقدسة للزرادشتيين بشكل متعمد، ووصفوا أتباعهم بأنهم «أتباع زردشت الشرير، الذين يخدمون آلهة مزيفة وعناصر طبيعية».